# 15053 Бохнічек
15053 Бохнічек (15053 Bochníček) — астероїд головного поясу, відкритий 17 грудня 1998 року.
Тіссеранів параметр щодо Юпітера — 3,642.